# 玉山樱草
玉山樱草，一名Phyllostachys，为报春花科樱草属下的一个种。1911年由川上瀧彌命名為宮部櫻草（Primula miyabeana Ito & Kawakami）紀念其恩師宮部金吾（miyabe）。

## 扩展阅读
- 維基物種上的相關：玉山樱草